# Grand Funk Railroad
Grand Funk Railroad – amerykańskie power trio grające hard rocka, założone w 1967 roku przez Marka Farnera i Donalda Brewera, związane również z nurtem chrześcijańskiego rocka, prekursorskie względem rocka stadionowego. Zespół ten, niemal zawsze występujący przed liczną publicznością, dziś uważany jest za jedną z najsłynniejszych i najbardziej znaczących formacji lat siedemdziesiątych XX wieku. Jak pisał David Fricke z czasopisma Rolling Stone, „nie można mówić o muzyce rockowej lat 70 bez wspomnienia o Grand Funk Railroad”.
W działalności grupy można wydzielić dwa etapy: od debiutu On Time (1969) do albumu E Pluribus Funk (1971), zespół pozostawał pod silnym wpływem acid rocka reprezentowanego przez Blue Cheer oraz Cream, łącząc kakofoniczne gitarowe dysonanse z bluesowymi kompozycjami i wysokim śpiewem Marka Farnera inspirowanym muzyką soulową. Najważniejszymi krążkami z tego okresu były Grand Funk (1969) oraz Closer to Home (1970). Płyta Phoenix (1972) wniosła istotną zmianę profilu grupy: znacznie łagodniejsze, mniej agresywne brzmienie wzbogacone zostało przez grę klawiszy, muzycy zrezygnowali ze zgiełku instrumentów elektrycznych, stawiając na głębię dźwięku, a teksty piosenek wiązały się często z religijnymi przekonaniami Marka Farnera. Z tego okresu pochodzą dwie płyty uważane za szczytowe osiągnięcia Grand Funk: We’re An American Band (1973) oraz Shinin’ On (1974).
Obecnie zespół koncertuje bez Marka Farnera, którego zastąpił Max Carl.

## Historia
Mark Farner i Donald Brewer grali wcześniej w zespole Terry Knight & the Pack. Do współpracy namawiają basistę Mela Schachera, który wcześniej grał w The Mysterians. Początkowo nie potrafili zainteresować swoją heavy rockową muzyką żadnej wytwórni płytowej, dopiero po darmowym występie na festiwalu w Atlantic City w 1969 zespół podpisuje kontrakt płytowy z wytwórnią Capitol Records. Nagrywa dla niej swój debiutancki albumy On Time. Drugi album Grand Funk wychodzi jeszcze w tym samym roku. W połowie 1970 w sklepach płytowych pojawia się Closer to Home, który w USA dociera do 4. miejsca na liście najlepiej sprzedających się albumów. W 1973 grupa wydaje singel „We’re an American Band”, który staje się przebojem i zdobywa pierwszą pozycję notowania Billboard Hot 100.

## Skład
- Mark Farner – gitary, śpiew
- Don Brewer – perkusja, śpiew
- Mel Schacher – gitara basowa
- Craig Frost – instrumenty klawiszowe, śpiew (1972–1976)

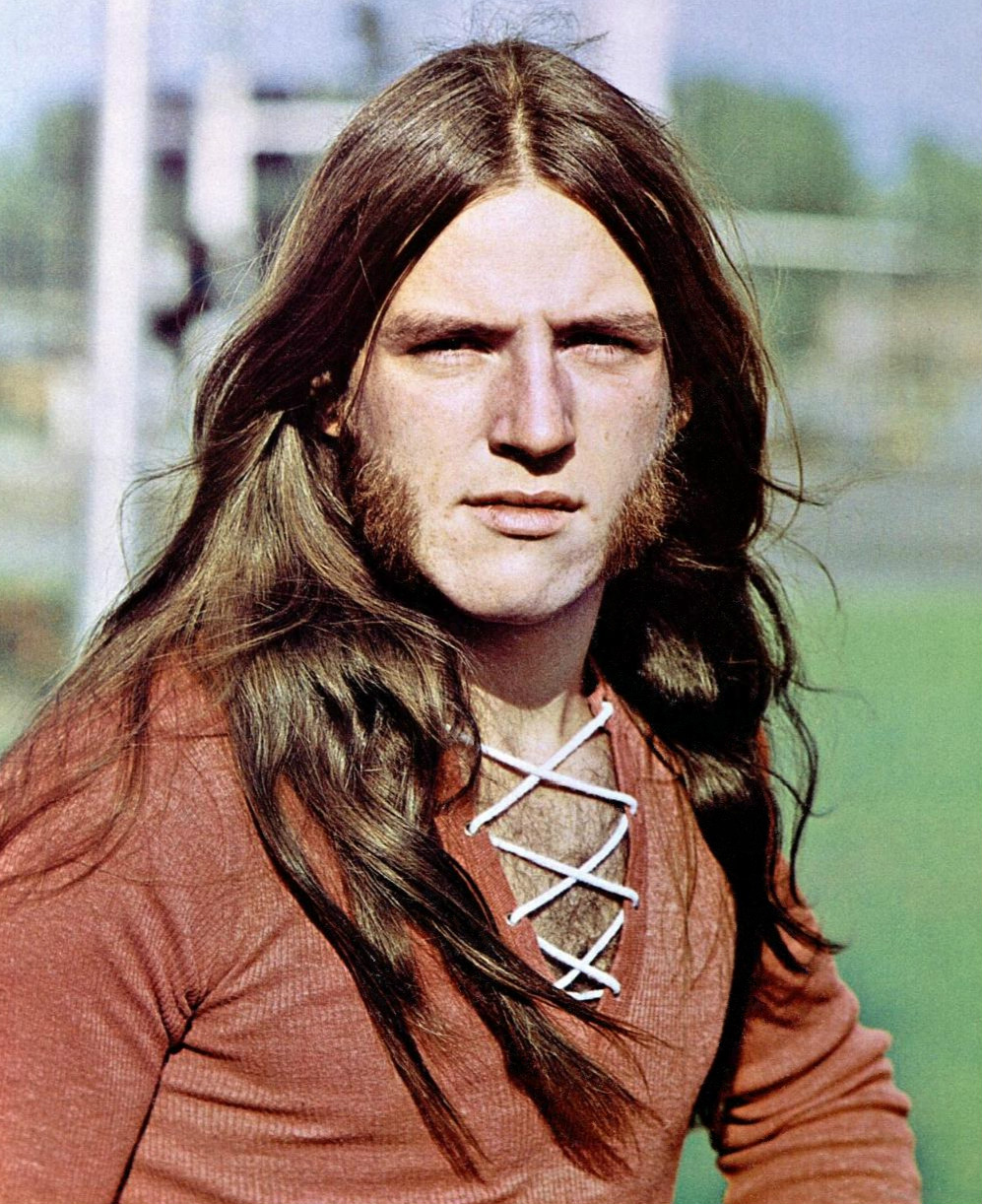
Mark Farner
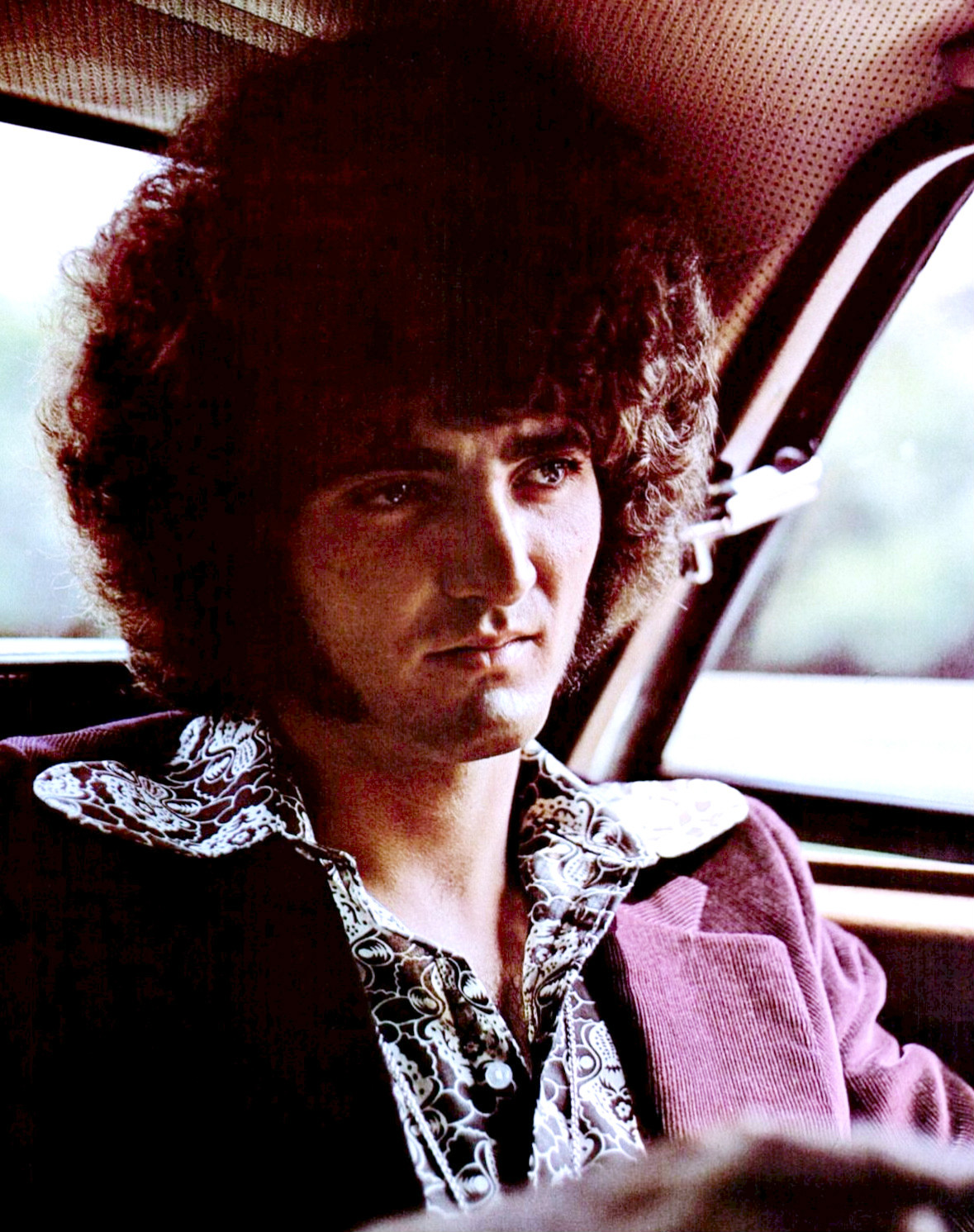
Don Brewer
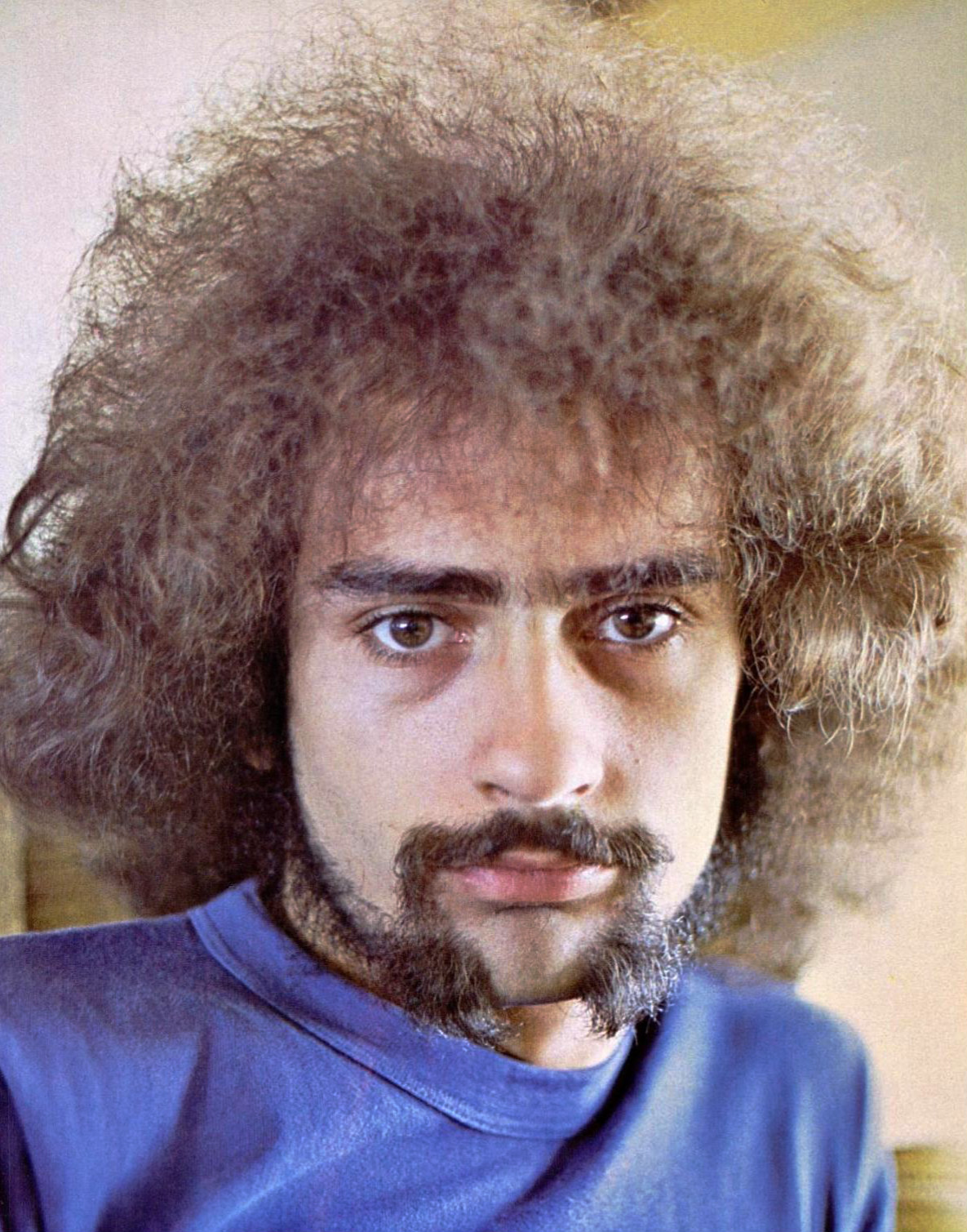
Mel Schacher
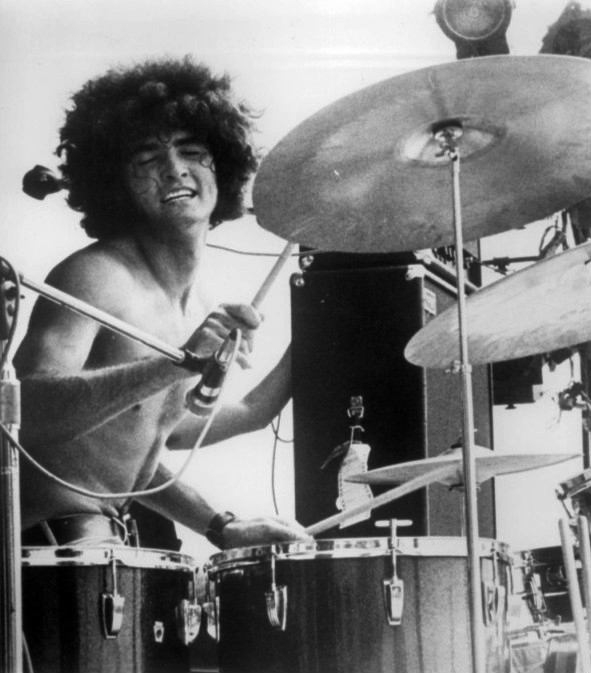
Don Brewer
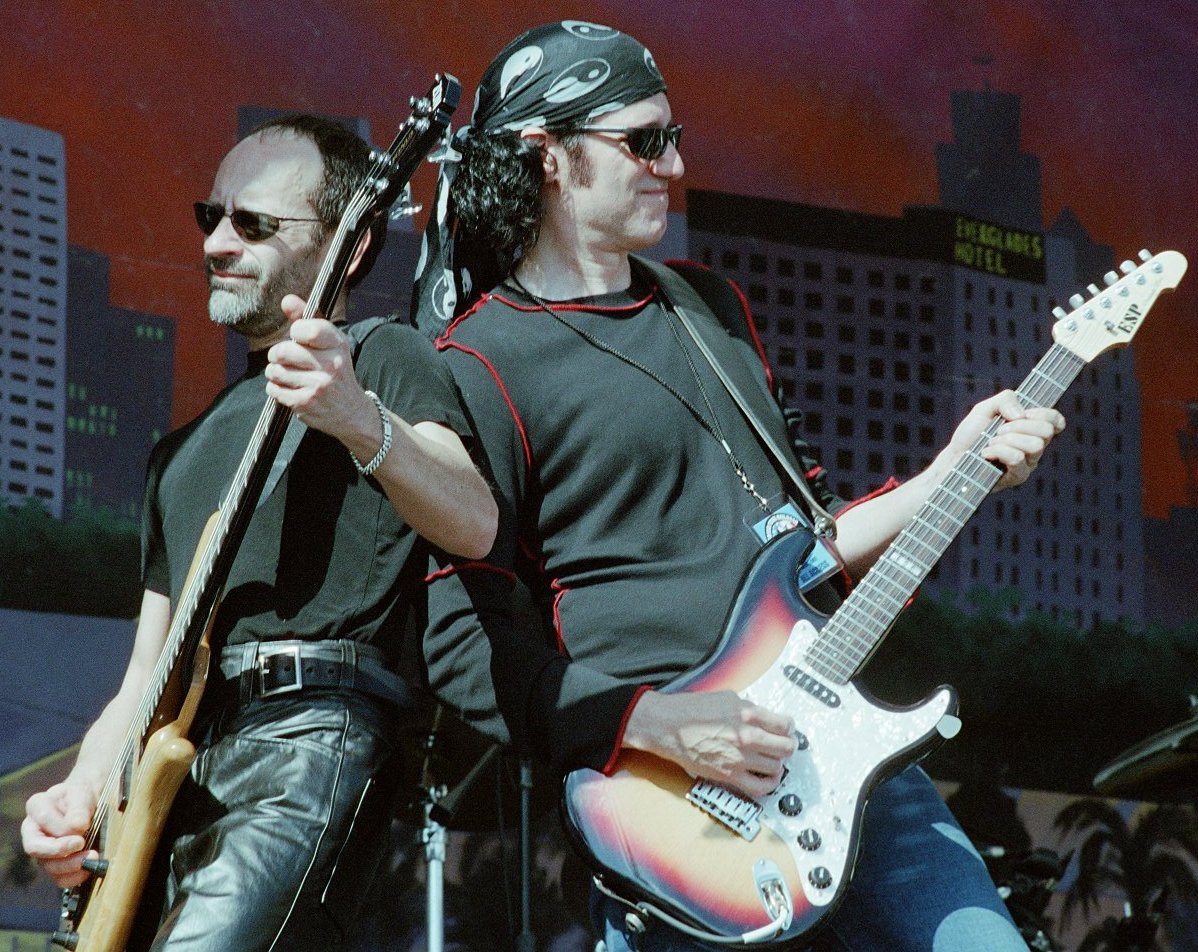
Mel Schacher i Bruce Kulick
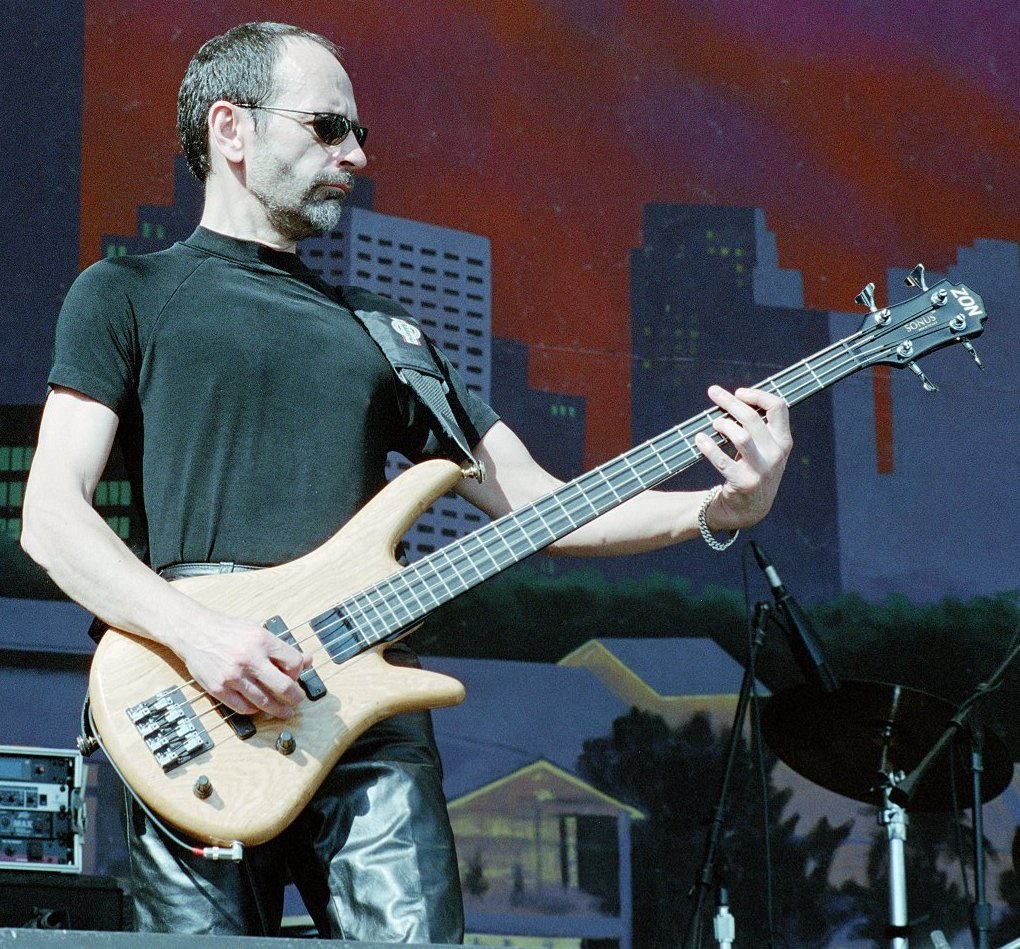
Mel Schacher
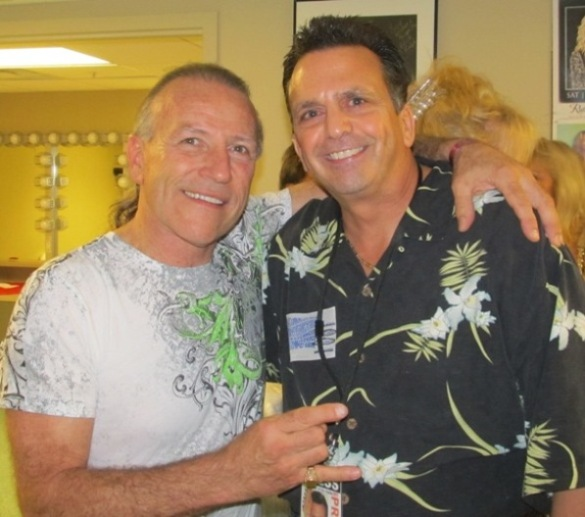
Mark Farner

## Dyskografia
1. „On Time” (1969)
2. „Grand Funk” (1969)
3. „Closer To Home” (1970)
4. „Live Album” (1970) – wyd. dwupłytowe
5. „Survival” (1971)
6. „E Pluribus Funk” (1971)
7. „Mark, Don And Mel 1969–1971” (1972) – wyd. dwupłytowe
8. „Phoenix” (1972)
9. „We’re An American Band” (1973)
10. „Shinin’ On” (1974)
11. „All The Girls In The World Beware!!!” (1974)
12. „Caught In The Act” (1975) – wyd. dwupłytowe
13. „Born To Die” (1976)
14. „Good Singin’, Good Playin'” (1976)
15. „Grand Funk Hits” (1976)
16. „Grand Funk Lives” (1981)
17. „What’s Funk?” (1983)
18. „Capitol Collectors” (1991)

1–13, 15, 18 Capitol, 14 MCA, 16, 17 Full Moon